# ジョージ・エリオット
ジョージ・エリオット（George Eliot、1819年11月22日 - 1880年12月22日）は、イギリスの作家。本名はメアリー・アン・エヴァンズ（Mary Anne Evans、マリアン Marian ないしメアリ・アン Mary Annとも）。ヴィクトリア朝を代表する作家の一人で、心理的洞察と写実性に優れた作品を発表した。『アダム・ビード』『サイラス・マーナー』『ミドルマーチ』などの作品で知られており、特に『ミドルマーチ』は後世のヴァージニア・ウルフによって賞賛され、マーティン・エイミスやジュリアン・バーンズによって英語で書かれた最高の小説のひとつに数えられている。

## 経歴
ウォリックシャー、アーバリーの土地差配人のもとに生まれる。母は後妻であった。メソジスト派の雰囲気の中に育ち、1832年にバプテスト派の宗教色の強いコヴェントリーの学校に入れられるが、翌年に母が死去し、父の世話をみるために退学。以後家庭で古典や外国語を学ぶ。少女時代のエリオットは敬虔な福音主義者であり、感受性が鋭く知識欲の旺盛な子供であった。22歳のとき父とともにカヴェントリー近郊に移る。ここで主知主義の哲学者であったチャールズ・ブレイを知り、彼らとの交友を通じて宗教観の動揺を経験する。1846年、ダーフィト・シュトラウスの『イエス伝』を翻訳刊行。1849年、父の葬式を済ませた数日後にブレイ夫妻とともにヨーロッパ大陸旅行に出、夫妻とともにスイスを訪れたのち、ジュネーブに一人で滞在する。
帰国後の1850年、以前から寄稿していた『ウェストミンスター・レビュー』の副主筆となり、ロンドンに移り住む。同地でハーバート・スペンサーと知り合い、彼の紹介で翌年に哲学者ジョージ・ヘンリー・ルーイスを知り彼と恋愛関係になる。ルーイスは妻子のある身であったが、この関係はルーイスが死去するまで20年間続いた。1854年、フォイエルバッハの『キリスト教の本質』を翻訳出版、同時期に事実上のハネムーンとなるドイツ旅行をルーイスと行う。1857年『ブラックウッズ・マガジン』に、ルーイスの名を借りた男性名「ジョージ・エリオット」での筆名で、最初の小説作品「エイモス・バートン」を発表。続編を書き進め、同年に『牧師館物語』として出版する。1859年に初の長編『アダム・ビード』を発表。
無実の罪を着せられた絶望から貯蓄だけが楽しみとなった職工が、孤児の養育を通じて心を洗われていくさまを描いた代表作『サイラス・マーナー』（1861年）、サヴォナローラ時代の15世紀イタリアを舞台とした『ロモラ』（1862年）、複数の家庭のドラマを錯綜させ地方都市の生態を描き出した大作『ミドルマーチ』（1871-72年）など、一作ごとに文名を高めていった。
1878年にルーイスが死去。その2年後に自分より20歳年下の青年実業家ジョン・ウォルター・クロスと結婚し、知人たちを騒然とさせたが、結婚からわずか7ヵ月後にロンドンで死去した。

## 作品リスト
長編小説
- 牧師館物語（英語版）（Scenes of Clerical Life、1857）
  - 「エイモスバートン師の悲運」「ギルフィル氏の恋物語」「ジャネットの改悛」の3作からなる作品集。
- アダム・ビード（英語版）（Adam Bede、1859）
- フロス河の水車場（英語版）（The Mill on the Floss、1860）
- サイラス・マーナー（Silas Marner、1861）
- ロモラ（英語版）（Romola、1863）
- 急進主義者フィーリクス・ホルト（英語版）（Felix Holt, the Radical、1866）
- ミドルマーチ（Middlemarch、1871-1872）
- ダニエル・デロンダ（英語版）（Daniel Deronda、1876）
- テオフラストス・サッチの印象 （英語版）[3](Impressions of Theophrastus Such 1879)

短編小説
- とばりの彼方（The Lifted Veil、1859）
- ジェイコブ兄貴（Brother Jacob、1864）

## 日本語訳
ロモラ
- 『雪崩と百合 小説』（ロモラ）富永蕃江 (徳麿) 訳　民友社、1902年
- 『ロモラ』加川豊彦（賀川豊彦）訳　世界大衆文学全集　改造社、1929年
- 『愛の天使ロモラ』谷村まち子訳 偕成社　少女世界文学全集、1965年
- 『世界文学全集 40 ロモラ』工藤昭雄訳　集英社、1981年
  - 新版『ジョージ・エリオット著作集 3』（文泉堂出版 1994年）

アダム・ビード
- 『アダム・ビヰド』松本雲舟 (赳) 訳　警醒社書店、1910年
- 『アダム・ビード』阿波保喬訳　開文社出版、1979年
- 『アダムビード物語』古谷専三訳述　たかち出版、1987年（ジョージ・エリオット名作集）

サイラス・マーナー
- 『サイラス・マアナー』飯田敏雄訳　新潮社、1923年
- 『サイラス・マアナ』今泉浦治郎訳　警醒社書店、1923年
- 『サイラス・マアナア』豊田実・水之江有義訳　愛育社、1946年
- 『サイラス・マアナー』土井治訳　新月社・英米名著叢書、1947年。岩波文庫 改版1988年
- 『サイラス・マーナー』 工藤好美・淀川郁子訳　世界文学全集・河出書房、1955年
  - 新版『ジョージ・エリオット著作集 2』（文泉堂出版、1994年）
- 『サイラス・マーナー』小尾芙佐訳、光文社古典新訳文庫、2019年

牧師館物語
- 『牧師館物語』工藤好美・淀川郁子訳　新月社・英米名著叢書、1948年
  - 新版『ジョージ・エリオット著作集 1』（文泉堂出版 1994年）
- 『牧師館物語』浅野萬里子訳　あぽろん社、1994年

フロス河の水車場
- 『妹マギー フロス河畔の水車場』岡上鈴江再話　講談社、1956年（世界名作全集）
- 「フロス河の水車場」「とばりの彼方」工藤好美・淀川郁子訳　筑摩書房、1965年（世界文学大系 第85）
  - 新版『ジョージ・エリオット著作集 2』（文泉堂出版 1994年）
- 『フロス川の水車小屋』山主敏子再話　集英社、1977年（マーガレット文庫・世界の名作）
- 『フロス河の水車小屋』小尾芙佐訳 白水Uブックス（上下）、2025年3月

ミドルマーチ
- 『ミドルマーチ』工藤好美・淀川郁子訳　講談社、1975年（世界文学全集30・31）、講談社文芸文庫 全4巻、1998年
  - 新版『ジョージ・エリオット著作集 4・5』（文泉堂出版 1994年）
- 『ミドルマーチ 地方生活の一研究』藤井元子訳　オフィス・ユー (印刷)　2003年-2004年
- 『ミドルマーチ』廣野由美子訳（全4巻、光文社古典新訳文庫、2019年1月 - 2021年3月）
- 『ミドルマーチ　ある田園生活の研究』荻野昌利訳（前・後編、大阪教育図書、2020年3月）

ダニエル・デロンダ
- 『ダニエル・デロンダ』全4巻、竹之内明子訳　日本教育研究センター (発売)　1987年-1988年
- 『ダニエル・デロンダ』全3巻、淀川郁子訳　松籟社、1993年

その他
- 『急進主義者フィーリクス・ホルト』上・下、富田成子訳、日本教育研究センター、1991年-1994年
- 『ジョージ・エリオット　評論と書評』川本静子・原公章編訳、彩流社、2010年
- 『エドワード・ネヴィル G・エリオットの少女期作品とその時代背景』樋口陽子・樋口恒晴編訳、彩流社、2011年
- 『テオフラストス・サッチの印象』薗田美和子・今泉瑞枝訳、彩流社、2012年
- 『回想録　ヨーロッパめぐり』冨田成子訳、彩流社、2018年
- 『ジョージ・エリオット書簡集 抄訳』冨田成子訳、彩流社、2024年

全集
- 『ジョージ・エリオット全集』彩流社 全10巻（全12冊予定）
  - 『1 牧師たちの物語』小野ゆき子・池園宏・石井昌子訳、2014年
  - 『2 アダム・ビード』※未刊行
  - 『3 フロス河畔の水車場』植松みどり訳、2022年
  - 『4 サイラス・マーナー ラヴィロウの織工』奥村真紀・清水伊津代訳、2019年
  - 『5 ロモラ』原公章訳、2014年
  - 『6 急進主義者フィーリクス・ホルト』冨田成子訳、2011年
  - 『7 ミドルマーチ 上・下』福永信哲訳、2024年
  - 『8 ダニエル・デロンダ 上・下』藤田繁訳、2021年
  - 『9 スペインのジプシー、とばりの彼方、ジェイコブ兄貴』前田淑江・早瀬和栄・大野直美訳、2014年
  - 『10 詩集』大田美和・大竹麻衣子ほか4名訳、2014年

## 伝記研究
- ナンシー・ヘンリー 『評伝 ジョージ・エリオット』内田能嗣・小野ゆき子・会田瑞枝訳、英宝社、2014年
- 『あらすじで読むジョージ・エリオットの小説』内田能嗣・原公章編、大阪教育図書、2010年
- ティム・ドリン 『ジョージ・エリオット　時代のなかの作家たち』廣野由美子訳、彩流社、2013年